# Gaetano Capocci
Gaetano Capocci (Roma, 16 ottobre 1811 – Roma, 11 gennaio 1898) è stato un compositore e organista italiano.

## Biografia
Gaetano Capocci nacque a Roma, figlio di un impiegato di nome Paolo e di Giacinta Botticelli. Fu avviato agli studi letterari in seminario e successivamente a quelli filosofici e teologici. Studiò poi organo e composizione, diplomandosi all'Accademia di S. Cecilia. Uomo profondamente religioso, si dedicò alla musica sacra preferendola a quella profana, nonostante gli procurasse minori benefici economici.

Visse tutta la vita a Roma, declinando gli inviti che riceveva dall'estero. Fu maestro di cappella a S. Maria in Vallicella (per cui compose diverse musiche) e organista a S. Maria Maggiore. Fu inoltre nominato maestro di cappella presso la Cappella musicale Pia Lateranense della S. Giovanni in Laterano e nel corso del suo servizio scrisse un gran numero di composizioni per varie occasioni, anche straordinarie, come la celebrazione per l'istituzione del dogma dell'Immacolata Concezione.

Ricevette onorificenze e riconoscimenti al suo valore artistico, tra cui la croce di Cavaliere dell'Ordine di S. Silvestro, conferitagli da Pio IX, e l'Ordine cavalleresco di S. Pio V da Leone XIII.

Si adoperò per una riforma della musica sacra a Roma, esigenza da lui fortemente sentita sia sul piano artistico che religioso.

Fu un autore particolarmente prolifico, nonché un acclamato organista.

Ebbe tra i suoi allievi, oltre al figlio Filippo, anche la regina Margherita.